# ソンクラー県

ソンクラー県
จังหวัดสงขลา

- この項目は英語版を元に作成されています。

ソンクラー県（ソンクラーけん、タイ語: จังหวัดสงขลา ）はタイ王国・南部の県（チャンワット）の一つ。サトゥーン県、パッタルン県、ナコーンシータンマラート県、パッターニー県、ヤラー県と接し、マレーシア（プルリス州、ケダ州）との国境も有する。
県名は、マレー語のシンゴラ（Singola、サンスクリットのSinghala、ライオンの意味）に由来する。ソンクラー市の近辺にライオンの様な山があるからである。
ソンクラー県は他の県と違い、県庁所在地が一番大きな郡ではない。県庁所在地であるムアンソンクラー郡の人口162,739人に対して、ハートヤイ郡は378,002人とより大きい。このためソンクラー県の県庁所在地はハートヤイ郡であるという勘違いがタイ人一般でもよく起こっている。

## 地理
ソンクラー県は、タイランド湾のマレー半島に位置し、県内最高峰はカオ・マイケーオ（821m）である。県北部にはタイ最大の湖、ソンクラー湖があり、その面積は1,040 km2で、南北78kmもの長さを抱える。またソンクラー湖の淡水はソンクラー市の近くで海に流れ出している。ちなみに湖ではエーヤワディーイルカ（Orcaella brevirostris）が湖に生息しているが、現在乱獲により絶滅の危機に瀕している。

## 歴史
現在のソンクラー県庁所在地周辺には18世紀後半から多くの華僑が中国の広東省、福建省から渡来した。1769年には福建省漳州府海澄県出身の華僑・呉譲が税務官に任命されソンクラー家（ナ・ソンクラー）を建てた。呉譲は税務官の地位を利用しソンクラー家をソンクラー経済を操る一家にまで成長させた。1777年にはそれまでの国主が廃され、呉譲がソンクラー国主に任命された。この時、呉譲はルワン・ウィチエンキーリーの官位・欽錫名を下賜され、ソンクラー家はソンクラーの経済だけでなく政治をも操るソンクラー最大の名家にまで成長させた。

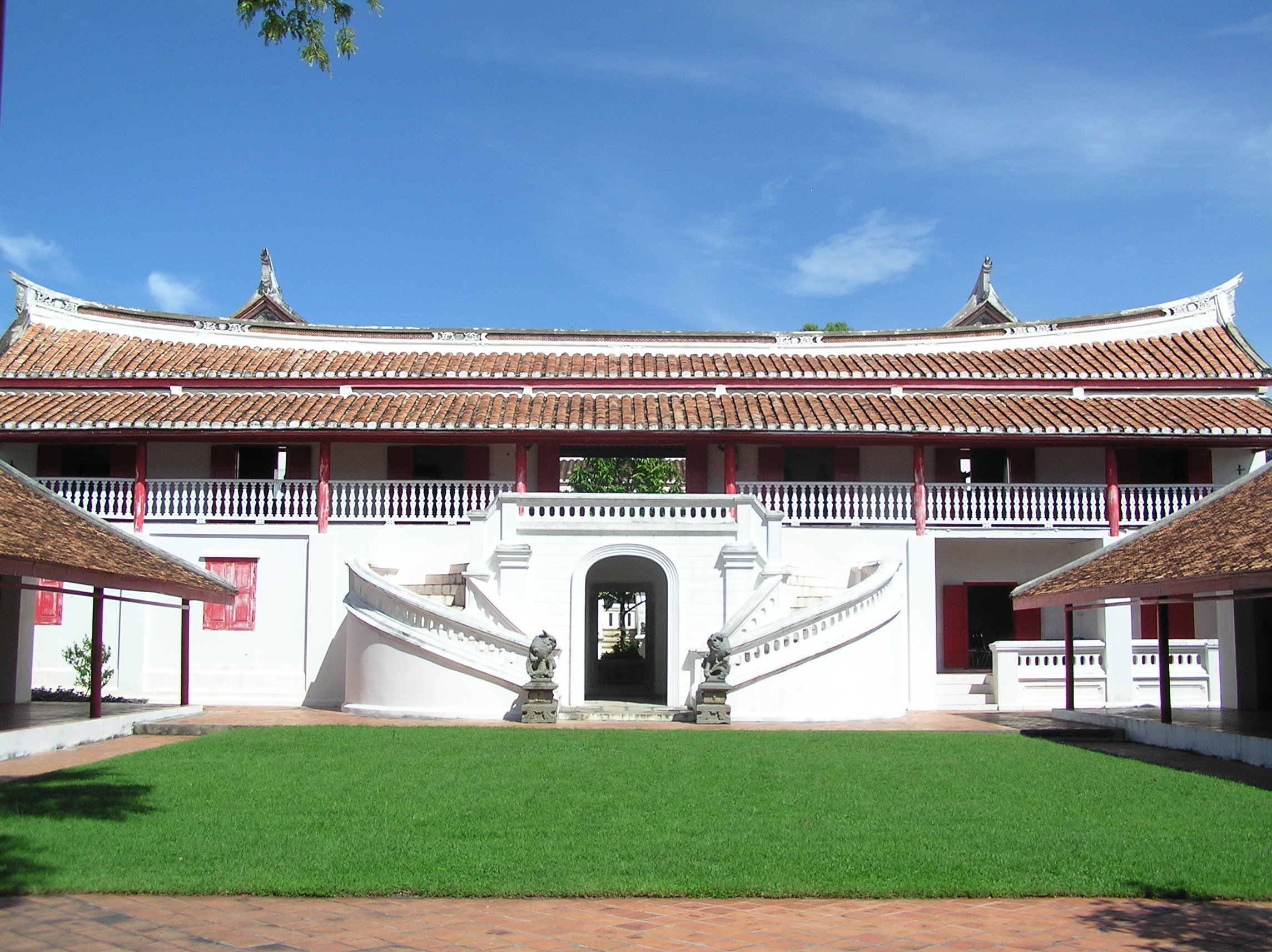
ソンクラー家の家屋。現在ソンクラー国立博物館

1786年以前の国主が地位を取り返そうとした事件があったが失敗。これにより政敵の居なくなったソンクラー家はますます力を付け、呉譲（ルワン・ウィチエンキーリー）以後8代にわたって呉氏華人政権（ソンクラー家独裁政権）が続いた。しかし1901年、ダムロン・ラーチャヌパープ親王によって地方行政改革が行われ、ソンクラー家出身のプラヤー・ウィチエンキーリー（本名・チョーム）を最後に、ソンクラーのソンクラー家独裁政権は終わった。現在、呉氏の家はソンクラー国立博物館として一般に公開されている。現在、ソンクラー家にはMongkol Na Songkhlaがいる。

## 民族
住民の23.2%がムスリムで、4.6%はマレー系となっている。

## 県章

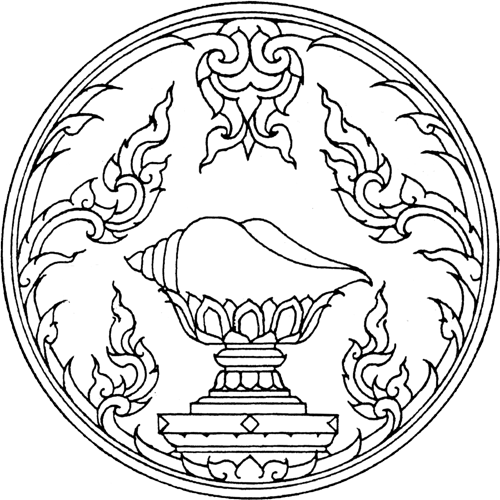
県章

県章はホラガイがガラスのトレーに置かれているところがデザインされている。
県木は Azadirachta excelsa である。

## 隣接する県
- パッターニー県
- ヤラー県
- ケダ州
- プルリス州
- サトゥーン県
- パッタルン県
- ナコーンシータンマラート県

## 行政区
ソンクラー県は16の郡（アンプー）に分かれ、その下に127の町（タンボン）と、987の村（ムーバーン）がある。
1. ムアンソンクラー郡
2. サティンプラ郡
3. チャナ郡
4. ナータウィー郡
5. テーパー郡
6. サバーヨーイ郡
7. ラノート郡
8. クラセーシン郡
9. ラッタプーム郡
10. サダオ郡
11. ハートヤイ郡
12. ナーモム郡
13. クワンニエン郡
14. バーンクラム郡
15. シンハナコーン郡
16. クローンホーイコーン郡